# 岡誠
岡 誠（おか まこと、1929年8月10日 - ）は、日本の実業家。

## 経歴
福岡県に生まれる。
1947年福岡県中学修猷館を経て、1954年九州大学経済学部を卒業しNHKに入社。
1972年トリオ（後にケンウッドと改称、日本ビクターと合併して現在JVCケンウッド）に入社。1973年1月取締役となり、1980年8月常務、1983年8月専務、1989年2月副社長を経て、1990年2月社長に就任。
1999年6月会長、2000年6月相談役となる。